# Finlandia na Letnich Igrzyskach Olimpijskich 2020
Finlandia na Letnich Igrzyskach Olimpijskich 2020 – występ kadry sportowców reprezentujących Finlandię na igrzyskach olimpijskich, które odbyły się w Tokio w Japonii, w dniach 23 lipca – 8 sierpnia 2021 roku.  
Reprezentacja Finlandii liczyła 45 zawodników (23 kobiety i 22 mężczyzn), którzy wystąpili w 11 dyscyplinach. To dwudziesty szósty z kolei udział tego kraju w letnich igrzyskach.

## Zdobyte medale
| Medal | Zawodnik       | Dyscyplina | Konkurencja             | Rezultat                                                        | Data       |
| ----- | -------------- | ---------- | ----------------------- | --------------------------------------------------------------- | ---------- |
| Brąz  | Matti Mattsson | Pływanie   | 200 m stylem klasycznym | 2:07,13                                                         | 29 lipca   |
| Brąz  | Mira Potkonen  | Boks       | waga lekka kobiet       | W półfinale uległa reprezentantce Brazylii Beatriz Ferreira 0:5 | 5 sierpnia |

## Skład kadry

### Badminton
| Zawodnik       | Konkurencja        | Faza grupowa              | Faza grupowa              | Faza grupowa     | Pozycja | 1/8              | Ćwierćfinały     | Półfinały        | Finał            | Finał   | Źródło            |
| Zawodnik       | Konkurencja        | Przeciwnik Wynik          | Przeciwnik Wynik          | Przeciwnik Wynik | Pozycja | Przeciwnik Wynik | Przeciwnik Wynik | Przeciwnik Wynik | Przeciwnik Wynik | Pozycja | Źródło            |
| -------------- | ------------------ | ------------------------- | ------------------------- | ---------------- | ------- | ---------------- | ---------------- | ---------------- | ---------------- | ------- | ----------------- |
| Kalle Koljonen | gra pojedyncza (m) | Wraber 2-0 (21-13, 21-17) | Axelsen 0-2 (9-21, 13-21) | N\A              | 2.      | NQ               | NQ               | NQ               | NQ               | 15.     | [ 2 ] [ 3 ] [ 4 ] |

### Boks
| Zawodnik      | Konkurencja       | 1/16             | 1/8              | Ćwierćfinał      | Półfinał         | Finał            | Finał   | Źródło |
| Zawodnik      | Konkurencja       | Przeciwnik Wynik | Przeciwnik Wynik | Przeciwnik Wynik | Przeciwnik Wynik | Przeciwnik Wynik | Miejsce | Źródło |
| ------------- | ----------------- | ---------------- | ---------------- | ---------------- | ---------------- | ---------------- | ------- | ------ |
| Mira Potkonen | waga lekka kobiet | Hamadouche W 3-1 | Oh Yeon-ji W 4-1 | Yıldız W 3-2     | Ferreira P 0-5   | NQ               | brąz    | [ 5 ]  |

### Golf
| Zawodnik        | Konkurencja | Runda 1 | Runda 2 | Runda 3 | Runda 4 | Łącznie | Łącznie | Łącznie | Źródło |
| Zawodnik        | Konkurencja | Wynik   | Wynik   | Wynik   | Wynik   | Wynik   | Par     | Pozycja | Źródło |
| --------------- | ----------- | ------- | ------- | ------- | ------- | ------- | ------- | ------- | ------ |
| Matilda Castren | kobiety     | 68      | 70      | 68      | 70      | 276     | - 8     | 18.     | [ 6 ]  |
| Sanna Nuutinen  | kobiety     | 70      | 68      | 69      | 70      | 277     | - 7     | 20.     | [ 6 ]  |
| Sami Välimäki   | Mężczyźni   | 70      | 70      | 68      | 67      | 275     | - 9     | 27.     | [ 7 ]  |
| Kalle Samooja   | Mężczyźni   | 75      | 68      | 70      | 67      | 280     | - 4     | 45.     | [ 7 ]  |

### Jeździectwo
| Zawodnik     | Koń                      | Konkurencja  | Grand Prix | Grand Prix | Grand Prix Special | Grand Prix Special | Finał | Finał | Źródło             |
| Zawodnik     | Koń                      | Konkurencja  | Wynik      | Poz.       | Wynik              | Poz.               | Wynik | Poz.  | Źródło             |
| ------------ | ------------------------ | ------------ | ---------- | ---------- | ------------------ | ------------------ | ----- | ----- | ------------------ |
| Henri Ruoste | Ujeżdżenie indywidualnie | Kontestro Db | 64,674     | 52.        | NQ                 | NQ                 | NQ    | NQ    | [ 8 ] [ 9 ] [ 10 ] |

### Lekkoatletyka
Konkurencje biegowe
| Zawodnik            | Konkurencja               | Eliminacje | Eliminacje | Półfinał | Półfinał | Finał   | Finał   | Źródło |
| Zawodnik            | Konkurencja               | Wynik      | Miejsce    | Wynik    | Miejsce  | Wynik   | Miejsce | Źródło |
| ------------------- | ------------------------- | ---------- | ---------- | -------- | -------- | ------- | ------- | ------ |
| Elmo Lakka          | 110 m przez płotki(m)     | 13,48      | 5.         | 13,67    | 7.       | NQ      | NQ      | [ 11 ] |
| Topi Raitanen       | 3000 m z przeszkodami (m) | 8:19,17    | 2.         | N/A      | N/A      | 8:17,44 | 8.      | [ 12 ] |
| Veli-Matti Partanen | chód na 50 km (m)         | N/A        | N/A        | N/A      | N/A      | 3:52,39 | 9.      | [ 13 ] |
| Jarkko Kinnunen     | chód na 50 km (m)         | N/A        | N/A        | N/A      | N/A      | 4:04,28 | 26.     | [ 13 ] |
| Aleksi Ojala        | chód na 50 km (m)         | N/A        | N/A        | N/A      | N/A      | 4:14,02 | 38.     | [ 13 ] |
| Sara Kuivisto       | 800 m (k)                 | 2:00,15    | 4.         | 1:59,41  | 6.       | NQ      | NQ      | [ 14 ] |
| Sara Kuivisto       | 1500 m (k)                | 4:04,10    | 4.         | 4:02,35  | 7.       | NQ      | NQ      | [ 15 ] |
| Reetta Hurske       | 100 m przez płotki (k)    | 13,10      | 6.         | NQ       | NQ       | NQ      | NQ      | [ 16 ] |
| Annimari Korte      | 100 m przez płotki (k)    | 13,06      | 5.         | NQ       | NQ       | NQ      | NQ      | [ 16 ] |
| Viivi Lehikoinen    | 400 m przez płotki(k)     | 55,67      | 5.         | NQ       | NQ       | NQ      | NQ      | [ 17 ] |

Konkurencje techniczne
| Zawodnik         | Konkurencja        | Kwalifikacje | Kwalifikacje | Finał | Finał   | Źródło |
| Zawodnik         | Konkurencja        | Wynik        | Miejsce      | Wynik | Miejsce | Źródło |
| ---------------- | ------------------ | ------------ | ------------ | ----- | ------- | ------ |
| Kristian Pulli   | skok w dal (m)     | 7,96         | 12.          | 7,92  | 9.      | [ 18 ] |
| Lassi Etelätalo  | rzut oszczepem (m) | 84,50        | 5.           | 83,28 | 8.      | [ 19 ] |
| Oliver Helander  | rzut oszczepem (m) | 78,81        | 17.          | NQ    | NQ      | [ 19 ] |
| Toni Kuusela     | rzut oszczepem (m) | 76,95        | 26.          | NQ    | NQ      | [ 19 ] |
| Ella Junnila     | skok wzwyż (k)     | 1,86         | 22.          | NQ    | NQ      | [ 20 ] |
| Silja Kosonen    | rzut młotem (k)    | 70,49        | 14.          | NQ    | NQ      | [ 21 ] |
| Krista Tervo     | rzut młotem (k)    | NM           | -            | NQ    | NQ      | [ 21 ] |
| Wilma Murto      | skok o tyczce (k)  | 4,55         | 8.           | 4,50  | 5.      | [ 22 ] |
| Elina Lampela    | skok o tyczce (k)  | NM           | -            | NQ    | NQ      | [ 22 ] |
| Kristiina Mäkelä | trójskok (k)       | 14,21        | 12.          | 14,17 | 11.     | [ 23 ] |
| Senni Salminen   | trójskok (k)       | 14,20        | 13.          | NQ    | NQ      | [ 23 ] |

Wieloboje
Siedmiobój
| Zawodnik         | Konkurencja | 100 m | HJ   | SP    | 200 m | LJ   | JT    | 800 m   | Razem | Pozycja | Źródło |
| ---------------- | ----------- | ----- | ---- | ----- | ----- | ---- | ----- | ------- | ----- | ------- | ------ |
| Maria Huntington | Rezultat    | 13,20 | 1,80 | 12,49 | 24,50 | 6,10 | 42,91 | 2:19,28 | 6135  | 17.     | [ 24 ] |
| Maria Huntington | Punkty      | 1094  | 978  | 694   | 933   | 880  | 723   | 833     | 6135  | 17.     | [ 24 ] |

### Łucznictwo
| Zawodnik       | Konkurencja       | Runda rankingowa | Runda rankingowa | 1/32                | 1/16             | 1/8              | Ćwierćfinały     | Półfinały        | Finał            | Finał   | Źródło               |
| Zawodnik       | Konkurencja       | Wynik            | Miejsce          | Przeciwnik Wynik    | Przeciwnik Wynik | Przeciwnik Wynik | Przeciwnik Wynik | Przeciwnik Wynik | Przeciwnik Wynik | Pozycja | Źródło               |
| -------------- | ----------------- | ---------------- | ---------------- | ------------------- | ---------------- | ---------------- | ---------------- | ---------------- | ---------------- | ------- | -------------------- |
| Antti Vikström | indywidualnie (m) | 649              | 45.              | K. A. Mohamad P 5-6 | NQ               | NQ               | NQ               | NQ               | NQ               | 33.     | [ 25 ] [ 26 ] [ 27 ] |

### Pływanie
| Zawodnik            | Konkurencja           | Eliminacje | Eliminacje | Półfinał | Półfinał | Finał   | Finał   | Źródło               |
| Zawodnik            | Konkurencja           | Czas       | Miejsce    | Czas     | Miejsce  | Czas    | Miejsce | Źródło               |
| ------------------- | --------------------- | ---------- | ---------- | -------- | -------- | ------- | ------- | -------------------- |
| Ari-Pekka Liukkonen | 50 m dowolnym (m)     | 22,25      | 26.        | NQ       | NQ       | NQ      | NQ      | [ 28 ] [ 29 ] [ 30 ] |
| Ari-Pekka Liukkonen | 100 m dowolnym (m)    | 50,48      | 46.        | NQ       | NQ       | NQ      | NQ      | [ 31 ] [ 32 ] [ 33 ] |
| Matti Mattsson      | 100 m klasycznym (m)  | 1:00,02    | 21.        | NQ       | NQ       | NQ      | NQ      | [ 34 ] [ 35 ] [ 36 ] |
| Matti Mattsson      | 200 m klasycznym (m)  | 2:08,44    | 3.         | 2:08,22  | 6.       | 2:07,13 | brąz    | [ 37 ] [ 38 ] [ 39 ] |
| Fanny Teijonsalo    | 50 m dowolnym (k)     | 24,79      | 17.        | 24,91    | 15.      | NQ      | NQ      | [ 40 ] [ 41 ] [ 42 ] |
| Fanny Teijonsalo    | 100 m dowolnym (k)    | 54,69      | 23.        | NQ       | NQ       | NQ      | NQ      | [ 43 ] [ 44 ] [ 45 ] |
| Mimosa Jallow       | 100 m grzbietowym (k) | 1:00,06    | 17.        | NQ       | NQ       | NQ      | NQ      | [ 46 ] [ 47 ] [ 48 ] |
| Ida Hulkko          | 100 m klasycznym (k)  | 1:06,19    | 7.         | 1:07,02  | 12.      | NQ      | NQ      | [ 49 ] [ 50 ] [ 51 ] |

### Skateboarding
| Zawodnik       | Konkurencja | Eliminacje | Eliminacje | Eliminacje | Eliminacje | Finał | Finał | Finał | Pozycja | Źródło |
| Zawodnik       | Konkurencja | 1          | 2          | 3          | Wynik      | 1     | 2     | 3     | Pozycja | Źródło |
| -------------- | ----------- | ---------- | ---------- | ---------- | ---------- | ----- | ----- | ----- | ------- | ------ |
| Lizzie Armanto | park (k)    | 24,26      | 22,76      | 30,1       | 30,01      | NQ    | NQ    | NQ    | 14.     | [ 52 ] |

### Strzelectwo
| Zawodnik            | Konkurencja | Kwalifikacje | Kwalifikacje | Finał | Finał   | Źródło        |
| Zawodnik            | Konkurencja | Wynik        | Pozycja      | Wynik | Pozycja | Źródło        |
| ------------------- | ----------- | ------------ | ------------ | ----- | ------- | ------------- |
| Satu Mäkelä-Nummela | trap (k)    | 113          | 24.          | NQ    | NQ      | [ 53 ] [ 54 ] |
| Eetu Kallioinen     | skeet (m)   | 123          | 3.           | 36    | 4.      | [ 55 ]        |
| Lari Pesonen        | skeet (m)   | 114          | 28.          | NQ    | NQ      | [ 55 ]        |

### Zapasy
| Zawodnik        | Konkurencja                     | 1/8              | Ćwierćfinał      | Półfinał         | Repesaż 1         | Finał            | Finał   | Źródło |
| Zawodnik        | Konkurencja                     | Przeciwnik Wynik | Przeciwnik Wynik | Przeciwnik Wynik | Przeciwnik Wynik  | Przeciwnik Wynik | Pozycja | Źródło |
| --------------- | ------------------------------- | ---------------- | ---------------- | ---------------- | ----------------- | ---------------- | ------- | ------ |
| Arvi Savolainen | -97 kg mężczyzn styl klasyczny  | Rosillo W 3-1    | Aleksanian P 1-5 | NQ               | Dżuzupbekow W 4-1 | Saravi P 1-9     | 5.      | [ 56 ] |
| Elias Kuosmanen | -130 kg mężczyzn styl klasyczny | Kadżaia P 0-9    | NQ               | NQ               | Siemionow P 0-11  | NQ               | 16.     | [ 58 ] |

### Żeglarstwo
| Zawodnik                      | Konkurencja  | Wyścig | Wyścig | Wyścig | Wyścig | Wyścig | Wyścig | Wyścig | Wyścig | Wyścig | Wyścig | Wyścig | Wyścig | Wyścig | Punkty | Finałowa pozycja | Źródło |
| Zawodnik                      | Konkurencja  | 1      | 2      | 3      | 4      | 5      | 6      | 7      | 8      | 9      | 10     | 11     | 12     | M*     | Punkty | Finałowa pozycja | Źródło |
| ----------------------------- | ------------ | ------ | ------ | ------ | ------ | ------ | ------ | ------ | ------ | ------ | ------ | ------ | ------ | ------ | ------ | ---------------- | ------ |
| Tuula Tenkanen                | Laser Radial | 9      | 6      | 14     | 33     | 5      | 3      | 6      | 3      | 32     | 9      | N/A    | 8      | 95     | 5.     | [ 59 ]           |        |
| Tuuli Petäjä-Sirén            | RS:X         | 11     | 15     | 18     | 6      | 11     | 13     | 10     | 11     | 12     | 22     | 12     | 11     | NQ     | 130    | 14.              | [ 60 ] |
| Kaarle Tapper                 | Laser        | 2      | 3      | 14     | 11     | 8      | 29     | 36     | 8      | 6      | 12     | N/A    | N/A    | 16     | 109    | 9.               | [ 61 ] |
| Sinem Kurtbay Akseli Keskinen | Nacra 17     | 16     | 9      | 19     | 13     | 14     | 9      | 18     | 8      | 12     | 11     | 9      | 12     | NQ     | 131    | 13.              | [ 62 ] |

M – Wyścig medalowy